# 탈중앙화된 자율조직
탈중앙화된 자율조직(Decentralized Autonomous Organization: DAO), 완전 자동화된 기업(Fully Automated Business entity: FAB), 또는 분산된 자율 회사(Distributed Autonomous Corporation/Company: DAC)는 약한 인공지능을 가지고 있는 탈중앙화된 네트워크이다. 이것은 생산기능을 최대화하며 그 작업을 계산 가능한 상호작용 작업으로 분할한다. 또 이것은 작업들을 수행하는 사람에게 인센티브를 제공한다. 이러한 조직은 인간이 개입할 수 없는 비지니스 규칙하에서 운영되는 회사의 형태로 생각할 수 있다. 이러한 비지니스 규칙은 주주들의 컴퓨터상에 배포되는 검증가능한 오픈 소스 소프트웨어의 형태로 구현된다. 사람은 이 회사의 주식을 구매함으로써 주주가 되거나 회사에 서비스를 공급해 그 주식을 획득할 수 있다. 이 주식은 그 소유주가 탈중앙화된 자율조직의 이익을 공유하는 자격을 나타낸다.

## 용어

### 자율 에이전트 Autonomous agents
자율 에이전트는 그 에이전트가 실행되는 하드웨어를 만드는 인간의 노력 외에는 인간의 특별한 개입이 필요없다. 그 밖에 에이전트가 지속하기 위해 인간이 주의를 기울여야 할 필요가 없다. 하나의 예로 자율 에이전트로 오늘날 대표적인 사례가 컴퓨터 바이러스이다. 바이러스는 그 자신을 하나의 기계에서 다른기계로 복제하면서 살아남는다. 이 사이에 인간의 개입은 일어나지 않는다.

### 탈중앙화된 앱 Decentralized applications: Dapps
스마트 컨트랙은 탈중앙화된 자율형의 가장 간단한 형태이다. 이것은 디지털 자산과 둘 또는 그 이상의 참여자들에 관계의 역학 시스템이다. 참여자 전부나 일부가 자산을 스마트 컨트랙에 넣으면 자산은 자동으로 참여자들 사이에서 재분배된다. 이 때 분배실행은 이 스마트 컨트랙을 형성했던 시기에는 알려지 있지 않던 어떤 데이터를 기반으로한 공식에 따른다. 탈중앙화된 앱(디앱)은 스마트 컨트랙과 유사하나, 2가지 측면에서 차이가 있다. 하나는 탈중앙화된 앱이 시장의 모든 면에서 참여자의 수의 제한이 없다는 것이다. 두번째는 탈중앙화된 앱은 재정이 필요하지 않다는 것이다. 비트토렌트가 탈중앙화된 앱의 대표적인 사례이며, 팝콘 타임, 토르, 메드세이프 그리고 크립티 등이 있다.(메드세이프와 크립티는 또한 다른 탈중앙화된 앱들을 위한 플랫폼이다).

### 탈중앙화된 조직 Decentralized organizations: DOs
다양한 형태의 인간 조직은 두 가지 것의 조합으로 정의할 수 있다: 그것은 자산의 집합과 참여자들간의 상호작용 통신 규약 또는 규약들이다. 통신 규약은 참여자들이 어떤 자산을 사용하는 환경에 대한 규칙이 포함된다. 탈중앙화된 조직의 개념은 인간 조직의 개념을 동일하게 가지고 그것을 탈중화하는 것이다. 전통적인 계층구조에 의해 관리되는 인간 상호 작용과 법률체제를 통한 자산의 제어 대신에, 탈중앙화된 조직은 프로그램 코드에 지정된 규약을 따르는 인간들의 상호작용의 집합에 가깝다. 이러한 코드의 규약은 블록체인(거래 데이터베이스)으로 강제성을 가진다.

### 탈중앙화된 자율 조직 Decentralized autonomous organizations -DAOs

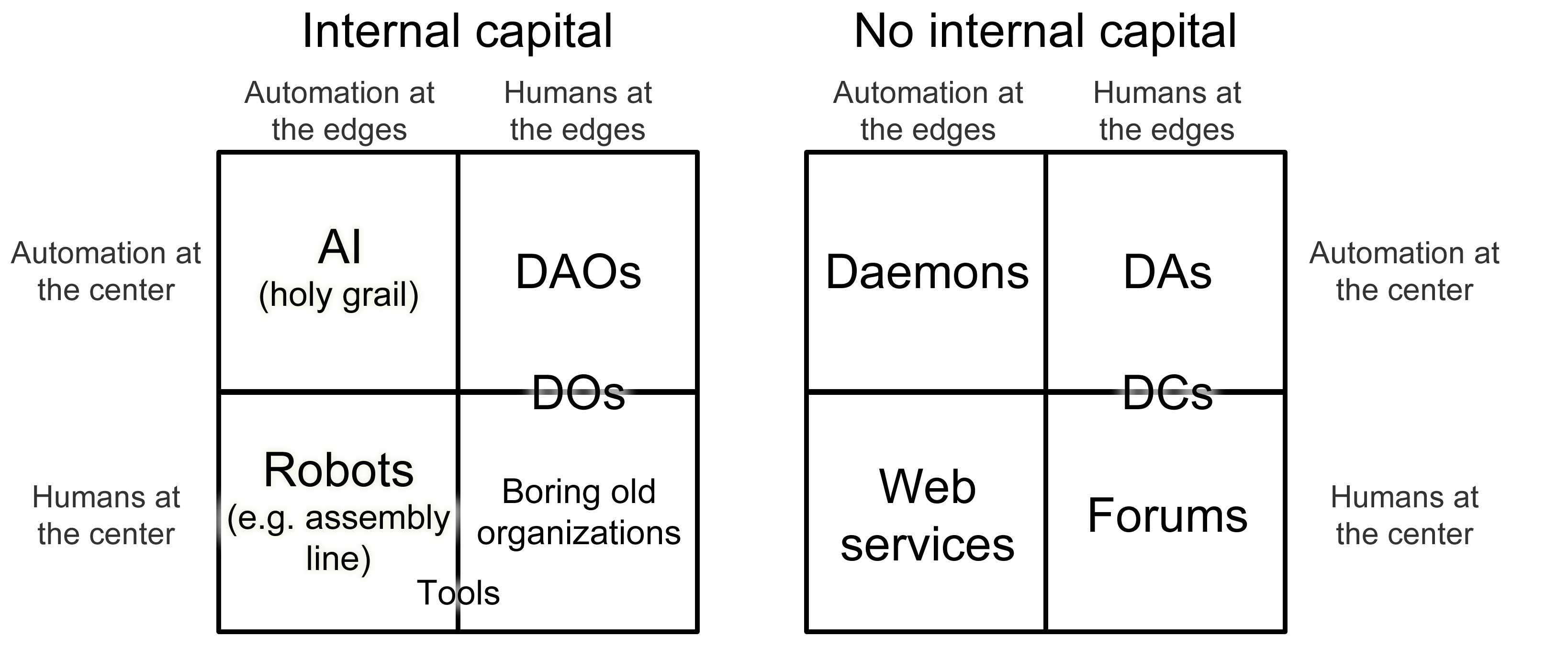
Vitalik Buterin's Quadrant Chart for Classifying DAOs

탈중앙조직(DO)과 탈중앙자율조직(DAO)의 차이는 탈중앙자율조직(DAO)이 내부 자본을 가진다는 것이다; 그것은 탈중앙화된 자율 조직은 특정행동에 보상으로 주어지는 체제로서 어떤 형태의 내부자산을 가지고 그 가치를 활용할 수 있다. 이러한 관점에서 비트토런트는 내부자산이 없고, 메이드세이프와 같은 시스템은 평판 체제는 가지고 있으나 그 평판은 판매가능한 자산은 아니다. 비트코인과네임코인은 내부자산을 가지고 있다. 탈중앙조직(DO)과 탈중앙자율조직(DAO)은 모두 집단모의 공격에 취약한데, 이 공격은 일정한 규모의 참여자가 공모하여 특정 방향으로 행동하는 것이다. 그러나 탈중앙자율조직(DAO)에서 모의공격은 버그로 취급되는 반면에, 탈중앙조직(DO)에서는 하나의 기능이다(민주주의에서 다수결의 원칙처럼). 인공지능은 완전 자율적인 존재로, 탈중앙자율조직(DAO)가 많은 부분에서 인간의 특정한 상호작용에 따라 규약이 운영되는 것에서 차이가 있다.

#### 탈중앙화된 자율 회사 Decentralized autonomous corporations/companies
탈중앙화된 자율 회사(DACs)는 기본적으로 탈중앙화된 자율 조직의 하위형태로, 주식의 매매가 가능한 지분을 가진다. 이 주식은 탈중앙화된 자율회사의 성공에 기반에 지속적으로 보수를 주주에게 제공하도록 구성된다. 여기서 수익의 구성방식(profit mechanism)과 이 수익이 합의되는 구성방식(consensus mechanism)은 같지 않다. 오픈소스 탈중화된 자율 회사는 다음과 같은 특징의 상태 정보를 공개하고 있다:
- 회사(corporations) – 탈중앙화된 자율 회사는 사람들과는 독립적이고 자유로운 형태이다 (그렇지만 법인격(legal personality)은 없다).
- 자율(autonomous) – 한번 특정 속도 또는 임계점을 넘으면, 더 이상 창조자의 역할은 필요치 않다.
- 분산(distributed) – 공격을 통해 망가트릴 수 있는 제어의 구심점(컨트롤 타워)이 없다.
- 투명(transparent) – 그들의 사업규약이나 운영은 모두에 의해 검증될 수 있다.
- 기밀(confidential) – 고객의 정보는 안전하고 변조 불가능하게 보호된다.
- 신뢰(trustworthy) – 신뢰를 제공하는 규칙 및 시스템과 탈중앙화된 자율 회사 자체는 상호작용이 없다.
- 신임의 의무(fiduciaries) – 완전히 주주와 고객의 요구에 따라 행동한다.
- 자기규제(self-regulating) – 그들은 로봇처럼 자신의 규칙에 따른다.
- 부패하지 않음(incorruptible) – 그들을 꼬시거나 압력을 행사할 수 있는 당사자가 없다.(창조자의 경우도 불가능하다).
- 지배자(sovereign) – 자신의 디지탈 자원에 대한 지배자이다.(그러나 법적인 자본은 가지고 있지 않다).[5]

##### 용어에 대한 비판
대형으로 크기조절 가능한 응용분야들과 그리고 새로운 성공적인 모형에 관심이 있는 그룹들에서는 이 탈중앙화된 자율회사(DAC)의 용어를 거부하는 경향이 있다. 논점이 되고 있는 것은 이러한 전통적인 계층 구조를 재도입하는 것에 대한 반감이다. 기존 회사 조직을 만들고 유지하기 위한 규제와 감시의 이슈 그리고 개발하기 위한 불필요한 짐들에 대한것을 연상시킨다는 면에서 논쟁점이 된다. 예를 들면, 데이비드 존스톤은 그의 백서 탈중앙 애플리케이션의 새로운 물결(The Emerging Wave of Decentralized Applications)에서 "분산화된 자율 회사"라는 용어를 사용하지 않고 있다:
그는 다음과 같이 말하고 있다.

"탈중앙화된 자율 회사(DAC)"라는 용어의 "탈중앙화된(Decentralized)"과 "자율"은 가치있는 선택으로 용어의 선택에 동의한다. 동의가 되지 않는 점은 자산에 한가지 형태로서 "회사(Corporation)"라는 단어를 이러한 존재들에게 쓰는 것이다. 우리가 가장 많이 사용하는 "회사"라는 단어는 이러한 새로운 프로젝트를 만드는 개발자 커뮤니티와 기업가에게 불필요한 수 많은 역사적이고 법율적인 짐들을 끌어 들인다. 만약 당신이 구글에서 "회사"의 정의를 검색하면, 그 결과는 "하나의 회사 또는 그룹의 사람들이 권한을 받아 하나의 존재로 행동하고 법으로도 그렇게 인식된다."

## 경제 이론
경제 이론에서 회사의 역할은 탈중앙화된 자율조직(DAO)이 수행하고, 기업가의 역할은 탈중앙화된 자율조직을 개발한 프로그래머에 의해 수행된다.

### 회사
소유한 주주의 컴퓨터에 넓게 분산된 공개적인 검사 규약이 일반적인 회사 형태로, 탈중앙화된 자율조직은 신고전 경제학의 관점으로 생산 함수 또는 생산가능집합으로, 입력이 출력으로 전환되는 블랙박스로 생각될 수 있다. 탈중앙화된 자율조직은 단일 행위로 모형화 될 수 있어서, 수학적 계산의 연속체로, 생산함수의 특성에 따라 결정되는 비자기검증자료로 축약된다. 탈중앙화된 자율조직이 존속하는 이유는 시장의 조정 때문인데, 이것은 불필요한 상호주관적인 방향의 관점이 없다. 즉 소위 말하는 게임이론의 초점이나 포격 지점이 애매하기 때문이다. 행위에 따른 초점의 출현은 탈중앙화된 자율조직이 코딩된 방법의 특성이다.

### 기업가
탈중앙화된 자율조직의 기업가 정신 개발 과정은 조세프 슘페터의 감각으로 예외적으로 발생하는 대량의 중요성으로 생각될 수 있다. 탈중앙화된 자율조직을 개발하고 런칭한 프로그래머들은 "새로운 조합"으로 소계할 수 있는데, 이전 평형상태의 경제를 변혁하는 슘페터의 단어 창조적 파괴 시작하는 사람이다. 이것은 창조자인 개발자와 탈중앙화된 자율기업간에 깊지 않은 관계를 말해준다. 그리고 탈중앙화된 자율조직은 소유하거나 규약으로 가지는 것으로, 슘페터주의 기업가정신에서 독립성으로 다루어진다.

## 법적 이슈
탈중앙화된 자율조직(DAO)는 현재로는 법인격의 부족으로 사용자를 보호할 방법이 없다. 그리고 현금 흐름 또는 자산이 없을 수 있다. 따라서, 탈중앙화된 자율조직(DAO)이 실패한 경우 복구는 실제로 극단적으로 어렵다. 따라서 예를 들면, 탈중앙화된 자율조직(DAO)은 펀드를 가지고, 그들은 특정 사용자를 보호하는 것이 보험회사를 통해 가능할 것이다.(a bond).
휴스턴에 기반을 둔 변호사, 오스틴 블리스터에 따르면:

소비자 보호 법은 포괄적이고, 전적으로 소비자를 보호하도록 되어 있다. 사건이 실제로 일어나지 않더라도 일반적인 비지니스는 이법을 잘 따르면 된다. 왜냐하면 소비자 보호법은 소비자와 상호작용이 실시간일 수 있기 때문이다. 그러나, 스마트 컨트랙, 탈중앙 자율 조직과 같은 것은 그 법률적 의미의 적절성이 계약의 쌍방이 아니라 일방으로만 묶여있다. 법률적 실재로 봤을 때, 소비자 또는 고객만이 존재하는 것이 그 정의에 부합한다.
예측이 불가능한 환경은 실제로 항상 모든 비지니스 형태에 존재한다. 그리고 그 정의에 의해 이런 환경의 예측이나 기획은 불가능하다. 이런 시스템은 이 이 가능성을 적절히 기획할 필요가 있다. 그리고 잘못될 가능성과 고객의 피해에 대비해서 적절한 보험이나 펀드를 준비해야 한다. 비슷하게, 고객은 살아있는 사람을 상대하는 것이 아니라, 단지 디지털의 프로그램을 대하고 있다는 것에 주의해야 한다.

## 핵심 구성 원리
- 검은 백조의 원리: 연속적으로 극히드문 사건들이 일어나는 상황의 위험계산은 불가능하므로 , 그 구현은 아래에서 위로 향하는 혼란스런 사건들을 가지고 불확실한 의사결정하에 기반해야만 한다.

## 적대적 인수 (Hostile takeovers)
탈중앙화된 조직의 돈을 매집해 적대적 인수는 탈중앙자율조직 전체의 지갑을 짜내어 공격자가 전체를 얻어내는 것을 의미한다. 적대적 인수에 대한 대응은 합의가 성립되기 위해 적절한 경제적 조치를 요구하는 방법이 있다.
- 작업 증명[3]
- 지분 증명

## 사례들(Examples)

### 응용(Applications)
탈중앙화된 자율조직이 사회에 본질적인 가치와 매력을 제공할 수 있고 생존이 가능한 분야는 크게 3가지로 분류된다: "자연적 독점", "불법적인 영역" 그리고 "수익이 극도로 낮은 영역"이다.

#### 자연 독점 형태 (Natural monopolies)
자연독점은 가장 낮은 장기간의 평균 수행 비용으로 인해 하나의 회사에 집중된 생산이 가장 효과적인 산업영역에서의 독점이다:통신 프로토콜, 프로그래밍 언어 그리고 확장된 사회관계망서비스(SNS)와 화폐가 자연독점의 사례 영역들이다. 탈중앙화된 자율조직은 이론적으로는 시장의 수익율을 넘어서는 고정가격을 인센티브로 하는 가격 설정 체계를 이해관계자의 개입없이 설계할 수 있다. 더 일반적으로는 다른 취약점들을 대응하기 위해 큰 주의가 필요할 수 있지만, 그들은 인간이 제어하는 시스템에서는 상상할 수 없는 방식으로 부패에 대해 강건하게 만들어진다.
- 개인식별전문회사는 암호화로 보호되는 문서의 형태로 개인들이 서명한 메시지와 개인의 물리적인 실제 식별을 연결시키는 단하나의 목적이 있는 회사이다.[11]

#### 불법적 개체들(Illegal entities)
탈중앙화된 자율 조직의 부패하지 않는 성질과 규제영역에서의 폭발적인 성장의 조합으로 인해, 규제를 피할 수 없고 정부의 법과 충돌하는 서비스 영역에서 탈중앙화된 자율 조직이 강점을 보일 수 있다. 그러나 그러한 탈중앙화된 성격은 불법적인 시장에서 입지를 넗혀가는 행위를 금지하는 것을 극도로 힘들게 한다. 비트코인을 설계한 사토시 나카모토는 말을 인용하면, "정부들이 넵스터와 같은 집중된 제어 네트워크의 중심을 상대하기는 쉽다. 그러나 지누텔라와 토르 같은 순수한 P2P 네트워크들은 그들 자신을 지속시키는 것처럼 보인다."
- 비트토런트 같은 탈중앙화된 파일공유 네트워크는 저작권에 위반되는 컨텐츠의 유통에 활용되는 경향이 있다.
- 캡차(CAPTCHA) 해독기는 CPU자원을 필요로 하는데, 사람들은 그 캡차를 해독하는데 비용을 지불한다. 그리고 탈중앙화된 자율 조직은 CPU와 소프트웨어의 호스팅을 제공하는 사람들에게 약간의 API를 제공해서 참여자들에게 비트코인을 얻게 한다. 참여자들을 온라인상에 머물게 함으로써 마케팅을 진행하고, 그 소프트웨어가 생존할 수 있을 만큼의 캡차의 해독을 지속하게 한다.

#### 제로 마진에 접근하는 형태(Entities of extremely low profitability)
마지막으로, 탈중앙화된 네트워크가 중앙집중화된 네트워크보다 단순하고 효과적인 관리와 나은 서비스를 제공하는 경우이다.
- 컬러드코인(Colored Coins)은 자신을 탈중앙화된 자율조직으로 설명한다.
- 곡물 재해 보험(Crop insurance)
- 미토시스(Mitosys) - 비트메시지(Bit-Message)를 대체하는 탈중앙화된 자율기업
- 스토어제이(StorJ) 드롭박스 형식 파일서비스로 비트코인으로 사용량에 따라 지불한다(네임코인과 토르 은익 서비스로 이름주소를 가질 수 있다).[13]
- 블리자드에서 월드오브워크래프트라는 온라인 게임의 대규모 사용자 분산 업데이트 서비스에 P2P 네트워크를 사용한다.
- 기상 네트워크
- 비트코인과 비트코인에서 파생된 코인들
- 비트쉐어(BitShares) - 탈중앙화된 자율기업으로, 다른 탈중앙화된 자율기업에 소프트웨어와 인프라를 제공하는 것을 목적으로 한다. 현재 비트쉐어 생태계내에 여러 탈중앙화된 자율기업들이 있다

### 문학에서 보여지는 사례
- 다니엘 수아레즈(Daniel Suarez)의 과학 스릴러물인 데몬은 인터넷상에 퍼져있는 수동적인 상태의 복잡한 컴퓨터 소프트웨어 프로그램의 집합체가 자신의 창조자(프로그래머)의 사망 부고장을 방아쇠로하여 다른 분산 처리 시스템들의 활동이 시작된다는 내용으로, 탈중앙화된 자율조직(DAO)이 잠에서 깨어나는 과정을 소설로 표현하였다.

## 같이 보기
- 협동조합
- 탈 중앙화 금융
- 분산 애플리케이션
- 분산 컴퓨팅
- 스마트 계약
- 블록체인
- 탈중앙화된 컴퓨팅
- 인센티브 중심 설계(Incentive-centered design)
- 머클 트리
- 기능성 게임

## 외부 참조
- Eris Industries - All the tools needed to create and run your own compliant DAO or DAC ErisIndustries.com
- RoboCorp - Get ready for companies that run themselves. But will the autonomous economy set us all free, or just make the rich richer? 보관됨 2015-06-05 - 웨이백 머신, David Z. Morris, Aeon (digital magazine)
- In Sweden, Remote-Control Airport Is A Reality, Ari Shapiro, National Public Radio
- Bitcoin: A Peer-to-Peer Electronic Cash System bitcoin.org
- Bootstrapping a DAC Part 1 Bitcoin Magazine

- Topic on bitsharestalk bitsharestalk.org
- Ethereum: A Next-Generation Generalized Smart Contract and Decentralized Application Platform
- Dagger is a proof of work algorithm, intended to provide a memory-hard proof of work based on moderately connected directed acyclic graphs. wiki.ethereum.org
- Patricia Tree wiki.ethereum.org
- DAOs, DACs, DAs and More: An Incomplete Terminology Guide blog.ethereum.org
- StorJ, and Bitcoin autonomous agents garzikrants.blogspot
- Bitcoin and the Three Laws of Robotics letstalkbitcoin.com
- DAC Revisited letstalkbitcoin.com
- DACs That Spawn DACs? letstalkbitcoin.com
- The Hidden Costs of Bitcoin letstalkbitcoin.com
- TV Tropes Analysis of Daemon tvtropes.org
- Distributed Autonomous Virtual State wavism.net
- Great Chain of Numbers: A Guide to Smart Contracts, Smart Property and Trustless Asset Management amazon.com
- BITNATION - Governance 2.0 bitnation.co
- Accelerating Bitcoin's Transaction Processing Fast Money Grows on Trees, Not Chains, cs.huji.ac.il
- Mike Hearn's talk on autonomous agents, Turing Festival 2013 YouTube
- Zennet Public Supercomputer zennet.sc

- Colored Coins
- Bitcoin-using autonomous agents Bitcoin wiki
- Contracts Bitcoin wiki
- List of Decentralized Autonomous Corporations Bitcoin wiki
- Simplified payment verification Bitcoin wiki
- Smart Property Bitcoin wiki
- Distributed Production Network wikibooks.org
- The Master Protocol - Mastercoin Complete Specification github.com